# آرثر برايور
آرثر نورمان برايور (4 ديسمبر 1914 - 6 أكتوبر 1969)، يشار إليه عادة باسم إيه. إن. برايور، كان عالمًا بالمنطق وفيلسوفًا ولد في نيوزيلندا. أسس برايور سنة 1957 المنطق الزمني، وقدم مساهمات هامة في المنطق القصدي، خاصة في برايور (1971).

## سيرته
ولد برايور في ماسترتون، نيوزيلندا، في 4 ديسمبر 1914، وكان الطفل الوحيد لوالدين وُلِدا في أستراليا: نورمان هنري برايور (1882-1967) وزوجته التي وُلدت باسم إليزابيث مونتون روثساي تيج (1889-1914). توفيت والدته بعد أقل من ثلاثة أسابيع من ولادته وتولت رعايته عمة والده. والده، الذي كان طبيبًا عامًا، خدم في الحرب في غاليبولي وفرنسا، حيث حصل على تكريم بصليب الخدمة العسكرية، وتزوج مرة أخرى في 1920. كان هناك ثلاثة أطفال آخرين: إيلين، وعالم الأوبئة إيان برايور، وأوين. نشأ آرثر برايور في بيت معروف من الطائفة الميثودية. كان جده لوالده وجده لوالدته، القساوسة سامويل فاولر برايور وهيو هينوود تيج، قد أُرسِلا من إنجلترا إلى جنوب أستراليا كمبشرين في عام 1875. انتقلت عائلة برايور إلى نيوزيلندا لأول مرة في عام 1893.
كابن لطبيب، فكر برايور في البداية بأن يصبح عالم أحياء، لكنه في النهاية ركز على اللاهوت والفلسفة، وتخرج من جامعة أوتاجو في عام 1935 بشهادة في الفلسفة. أثناء دراسته لشهادته، حضر برايور دراساته في قاعة نوكس اللاهوتية بدنيدن لكنه قرر عدم دخول الخدمة الكنسية البريسبيتيرية. كان جون فايندلاي، أستاذ الفلسفة في أوتاجو، أول من فتح مجال دراسة المنطق أمام برايور. في عام 1936، تزوج برايور من كلير هانتر، صحفية مستقلة، وقضى الزوجان عدة سنوات في أوروبا، حيث حاولا كسب العيش من خلال الكتابة. بسبب خوفهما من احتمال غزو بريطانيا، عاد هو وكلير إلى نيوزيلندا في عام 1940. في هذه المرحلة من حياته، كان برايور بريسبيتيريانيًا متدينًا، إلا أنه تحول إلى الإلحاد لاحقًا.
بعد طلاقه من زوجته الأولى، تزوج مرة أخرى في عام 1943 من ماري ويلكينسون، التي أنجب منها طفلين. خدم في سلاح الجو الملكي النيوزيلندي بين عامي 1943 و1945 قبل بدء مسيرته الأكاديمية في كلية جامعة كانتربري في فبراير 1946. أصبح منصبه الأول كمحاضر في الجامعة متاحًا بعد مغادرة كارل بوبر الجامعة.
بعد عودته إلى نيوزيلندا إثر قضاء عام في أكسفورد كمحاضر زائر، تسلم منصب أستاذ في عام 1959 في جامعة مانشستر حيث بقي حتى انتخابه زميلًا في كلية باليول، أكسفورد في عام 1966 وتعيينه قارئًا (رتبة أكاديمية). واصل ممارسة منصبه في مانشستر بقبول مناصب الأستاذية الزائرة.
ذهب آرثر برايور لإلقاء محاضرات في الجامعات النرويجية في سبتمبر 1969 وفي 6 أكتوبر 1969، ليلة قبل أن يُقدم محاضرة هناك، توفي إثر نوبة قلبية في تروندهايم، النرويج.

## حياته الشخصية
تلقى برايور تعليمه بالكامل في نيوزيلندا، حيث كان محظوظًا بتلقيه تأثيرًا من جي. إن. فايندلاي، الذي تحت إشرافه كتب رسالة الماجستير الخاصة به عن «طبيعة المنطق». بينما كان برايور معجبًا جدًا بلاهوت كارل بارث، فإن نقده المبكر لتمسك بارث بالمثالية الفلسفية، يُعد دليلًا على تأثير فايندلاي على برايور.